# Maaritsa
Maaritsa est un village de la commune de Kanepi, situé dans le comté de Põlva en Estonie. Avant la réorganisation administrative d'octobre 2017, il faisait partie de la commune de Valgjärve.
En 2020, la population s'élevait à 146 habitants.